# Kólpos Mólou
Kólpos Mólou är en vik i Grekland.   Den ligger i prefekturen Nomós Kefallinías och regionen Joniska öarna, i den sydvästra delen av landet, 270 km väster om huvudstaden Aten.